# Dom Silvério
Dom Silvério là một đô thị thuộc bang Minas Gerais, Brasil. Đô thị này có diện tích 194,956 km², dân số năm 2007 là 5284 người, mật độ 23,6 người/km².